# Шама (Гана)
Шама або Шема — місто, столиця району Шама, в Західному регіоні Гани. 

## Назва
Шама - англійська назва міста, спочатку і місцево називається Есіма.  

## Географія
Місто розміщене близько 20 км на схід від Секонді-Такораді, в гирлі річки Пра, в районі Шама Аханта та окрузі Шама Західного регіону Гани.  Мешканці міста в основному займаються риболовлею, переробкою риби для місцевих ринків. Населення міста складає 23 699 осіб.  

## Історія

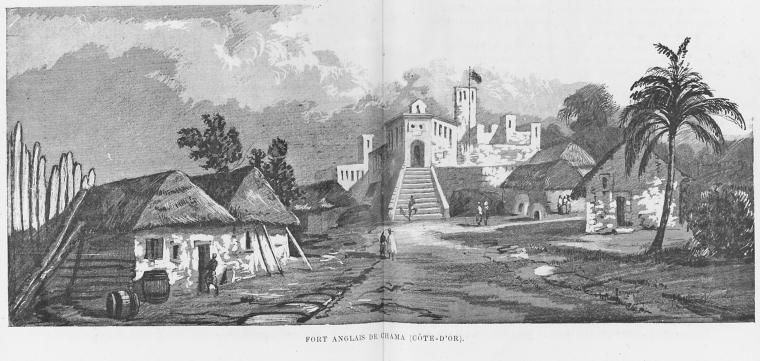
Вид міста та форт (1890)

У місті знаходиться форт Сан-Себастьян, побудований португальцями з 1520 по 1526 рік як торговий пост. Там похований філософ Антон Вільгельма Амо, перший чорний африканець, який відвідував європейський університет.  